# Archaeocyon pavidus
Archaeocyon pavidus is een fossiele hondachtige uit de Borophaginae. Hij is bekend van het Whitneyan tot het Arikareean van Californië, Nebraska, South Dakota en Oregon. Het is waarschijnlijk de meest primitieve soort van Archaeocyon, en daarmee van de hele Borophaginae; hij lijkt sterk op Hesperocyon. A. pavidus is eerder ook wel tot Hesperocyon of Cormocyon gerekend.